# Erdőkertes megállóhely
Erdőkertes megállóhely egy Pest vármegyei vasúti megállóhely, a MÁV üzemeltetésében. Közigazgatásilag Veresegyház település területén, annak keleti határszéle mellett helyezkedik el, nem messze a névadó Erdőkertes település délnyugati szélétől, legelső házaitól. Közúti elérését a közvetlenül mellette húzódó 2102-es út biztosítja.

## Vasútvonalak
A megállóhelyet az alábbi vasútvonalak érintik:
- Budapest–Vácrátót–Vác-vasútvonal

## Kapcsolódó állomások
A megállóhelyhez az alábbi állomások vannak a legközelebb:
- Veresegyház vasútállomás (Budapest-Nyugati pályaudvar, Budapest–Vácrátót–Vác-vasútvonal)
- Vicziántelep megállóhely (Vác vasútállomás, Budapest–Vácrátót–Vác-vasútvonal)

## Megközelítés tömegközlekedéssel
- Helyi és helyközi busz:  318, 319, 393, 451, 453

## Forgalom
| Járat | Útvonal | Gyakoriság           |
| ----- | --- | -------------------- |
| S71   | Budapest-Nyugati – Rákosrendező – Istvántelek – Rákospalota-Újpest – Rákospalota-Kertváros – Alagimajor – Fót – Fótújfalu – Fótfürdő – Csomád – Ivacs – Veresegyház – Erdőkertes – Vicziántelep – Őrbottyán – Rudnaykert – Váchartyán – Csörög – Máriaudvar – Vác-Alsóváros – Vác | Óránként             |
| G71   | Budapest-Nyugati – Rákospalota-Újpest – Fót – Fótújfalu – Ivacs – Veresegyház – Erdőkertes – Vicziántelep – Őrbottyán – Rudnaykert – Váchartyán – Vácrátót – Csörög – Máriaudvar – Vác-Alsóváros – Vác                                                                            | Csúcsidőben óránként |